# Мужская сборная Буркина-Фасо по баскетболу 3×3
Мужская сборная Буркина-Фасо по баскетболу 3×3 представляет Буркина-Фасо на международных соревнованиях по баскетболу 3×3. Управляющим органом является Федерация баскетбола Буркина-Фасо (фр. Fédération Burkinabe de Basketball, FEBBA).
По состоянию на 18 сентября 2024, мужская сборная Буркина-Фасо по баскетболу 3×3 занимает 53-е место в мировом рейтинге ФИБА мужских сборных по баскетболу 3×3.

## Результаты выступлений
| Турнир           | Золото | Серебро | Бронза | Всего |
| ---------------- | ------ | ------- | ------ | ----- |
| Чемпионат Африки | —      | —       | —      | '—    |
| Африканские игры | —      | —       | —      | '—    |
| Итого            | —      | —       | —      | —     |

### Чемпионат Африки
| Год        | Место          | Игры           | Победы         | Поражения      | Состав команды                                                                                     |
| ---------- | -------------- | -------------- | -------------- | -------------- | -------------------------------------------------------------------------------------------------- |
| 2017       | не участвовали | не участвовали | не участвовали | не участвовали | не участвовали                                                                                     |
| Ломе 2018  | 9              | 2              | 1              | 1              | Thierry Donald Bazyomo, Ismael Tinhbo Nana, Abdel Rachid Tegawinde Vivien Nyampa, Mamadou Savadogo |
| 2019—н. в. | не участвовали | не участвовали | не участвовали | не участвовали | не участвовали                                                                                     |

### Африканские игры
| Год        | Место          | Игры           | Победы         | Поражения      | Состав команды                                                                                       |
| ---------- | -------------- | -------------- | -------------- | -------------- | --- |
| 2019       | не участвовали | не участвовали | не участвовали | не участвовали | не участвовали                                                                                       |
| Аккра 2023 | 5              | 4              | 3              | 1              | Abdoul Samire Ouattara, Ateridaar Auxence Freddy Somda, Ezechias Bowensongre Zagre, Karl Lévis Bacye |